# Aske Bentzon
Aske Sebastian Bentzon (født 22. juli 1955) er en dansk musiker, komponist, producer og TV-skuespiller.
Som skuespiller er han kendt som figuren Aske, der medvirkede i børne-TV serierne Bamses Billedbog og Bamses Julerejse. Han skrev også musikken til serierne og har også skrevet musik til TV 2's julekalendre.

## Karriere
I 1973, som 17-årig, var Aske Bentzon medstifter af det danske latin-funk orkester Buki Yamaz, bl.a. sammen med sin et år yngre stedbror, Kasper Winding. Da Winding forlod gruppen efter kort tid, blev Bentzon den egentlige leder og hovedkomponist i Buki Yamaz. Dette orkester vakte opsigt i det københavnske koncertmiljø pga. musikernes unge alder og deres veludviklede musikalitet og færdigheder.
Efter tre album og mange koncerter med Buki Yamaz, valgte Bentzon at forlade gruppen i 1978, for at hellige sig sit solo-album Badminton. Albummet udkom i 1979 med bidrag fra næsten alle Buki Yamaz-musikerne samt en række gæster, som Niels-Henning Ørsted Pedersen, Palle Mikkelborg og Michael Elo. Dette album har fået kultstatus, og regnes i dag for at være et kunstnerisk mesterværk af mange aktører i musikbranchen.[kilde mangler]
I 1982 var Bentzon fast medvirkende i børneprogrammet Døren går op – den direkte forløber til Bamses Billedbog, som startede i midten af 1980'erne, hvor han videreudviklede den hvidklædte person Aske. Ud over at medvirke som skuespiller, komponerede Bentzon også musikken til programmerne sammen med sin svoger Jan Rørdam. De to har komponeret og produceret musik til Alberte Windings soloplader.
I midten af 1990'erne var han medkomponist på TV 2's populære julekalendere Alletiders Jul og Alletiders Nisse.
Efter julekalenderen Bamses Julerejse valgte Aske Bentzon i 1996 at trække sig fra serien om Bamse, da han ønskede at hellige sig musikken.
I 2011 udsendte Aske Bentzon sit andet soloalbum Talking Sounds - 32 år efter debutalbummet Badminton.

## Privatliv
Han er søn af jazzpianisten Adrian Bentzon og forfatteren Lulu Gauguin. Han er halvbror til sangerinden Alberte Winding og koregrafen Adelaide Bentzon, samt stedbroder til Kasper Winding.
Aske Bentzon er gift med amerikanskfødte Julie Bentzon, som han har to børn med.

## Diskografi

### Solo
- 1979 – Badminton
- 2011 – Talking Sounds

### MedBuki Yamaz
- 1975 – Buki Yamaz
- 1976 – Segundo
- 1977 – Trille synger Sørens sange
- 1978 – Live

Badminton:

Udgivet som LP på KMF (ROLP 6572), 1979

Optaget og mixet 1978/79 i Werner Studio, København

Engineers: Werner Scherrer & Michael Bruun

Produceret af Aske Bentzon & Henrik Bødtcher for Great Dane Music Productions

Mastered hos Utopia, London

Cover art: Thomas Winding

Cover design: Per Holten

Fotos: Steen Larsen

Indhold:

A1) Nothing can stop me now (A. Bentzon/G. Nicklin) (4:11)

A2) Honolulu (A. Bentzon/J. Friis) (2:50)

A3) Badminton (A. Bentzon) (4:08)

A4) Carnival Theme (A. Bentzon) (3:48)

A5) Mornings (A. Bentzon) (4:23)

B1) Googa (A. Bentzon) (4:41)

B2) You're a song (A. Bentzon/J. Friis) (2:54)

B3) Funky shuffle (A. Bentzon) (3:22)

B4) Amazed (A. Bentzon) (3:45)

B5) June special (A. Bentzon) (3:51)

Medvirkende:

Aske Bentzon - akustisk guitar, lyricon, piano, fløjter, percussion, steel drums, Fender rhodes

Ben Besiakov - keyboards, piano, Fender rhodes, Arp synthesizer

Henrik Bødtcher - Fender Precision bas

Moussa Diallo - Fender Telecaster bas

Michael Elo - vokal

Michael Friis - Mørch fretless bas

Palle Mikkelborg - flygelhorn, trompet

Jesper Nehammer - sopran sax, tenor sax

Klavs Nordsø - congas, bongos, percussion

Mikkel Nordsø - elguitar, lead guitar, Pipa

Niels Henning Ørsted Pedersen - akustisk bas

Jeppe Reipurth - trommer, percussion

Bo Stief - Fender fretless jazz bas

Peter Svarre - piano, blæser arr.

Kasper Winding - trommer, percussion, Yamaha poly, piano, Moog

Kim Yarbrough - Fender jazz bas

Talking Sounds:

Udgivet som CD på ArtPeople (APCD 60302), 2011

Engineer: Mads Nilson

Mixet af Aske Bentzon og Jørgen Knub

Band indspilninger: Timeless Recording Mastering

Cover idé: Aske Bentzon

Cover art: Rasmus Funder

Foto: Julie Wolsk Bentzon og Aske Bentzon

Indhold:

1) Aorta (3:29)

2) Jazzclub, Montmartre Early Reflections (6:58)

3) Voyager 1 (5:55)

4) Gut Brain (5:55)

5) Indre by kl. 3 (7:17)

6) Corners (5:06)

7) Instant Mañana (7:31)

8) Things to Remember (4:23)

Medvirkende:

Aske Bentzon - alt sax, effektkeyboards, effekter, guitar

Ben Besiakov - Fender rhodes, orgel

Moussa Diallo - bas

Klaus Menzer - trommer, percussion

Mikkel Nordsø - elguitar, akustisk guitar

## Fodnoter
1. ↑  Buki-Yamaz interview, Musikhjørnet DR, 1975 youtube.com
2. ↑  BUKI-YAMAZ, af Jens Jørn Gjedsted Musiktidsskriftet MM 04.1978
3. ↑  Aske: Derfor forlod jeg Bamse (Webside ikke længere tilgængelig) Stiften, 7. juli 2011
4. ↑  Aske Bentzon - Talking Sounds youtube.com